# Tecuci
Tecuci es una ciudad con estatus de municipiu en el distrito de Galaţi, Rumania. Contaba con una población de 42 092 habitantes en el censo de 2002.

## Geografía
El municipio Tecuci se encuentra al sur de las colinas Tutovei (14 km) al contacto con la colina Poiana-Nicoreşti, ambas divisiones de la meseta de Moldavia, en la confluencia de los ríos Bârlad y Tecuci cerca del río Siret. El término tiene una superficie de 8676 ha (8,9 km desde el norte hasta el sur, 7,1 km desde el este al oeste).

## Clima
La temperatura media anual es de 9,8 °C, con una temperatura media del mes de julio de 21 °C.

## Historia

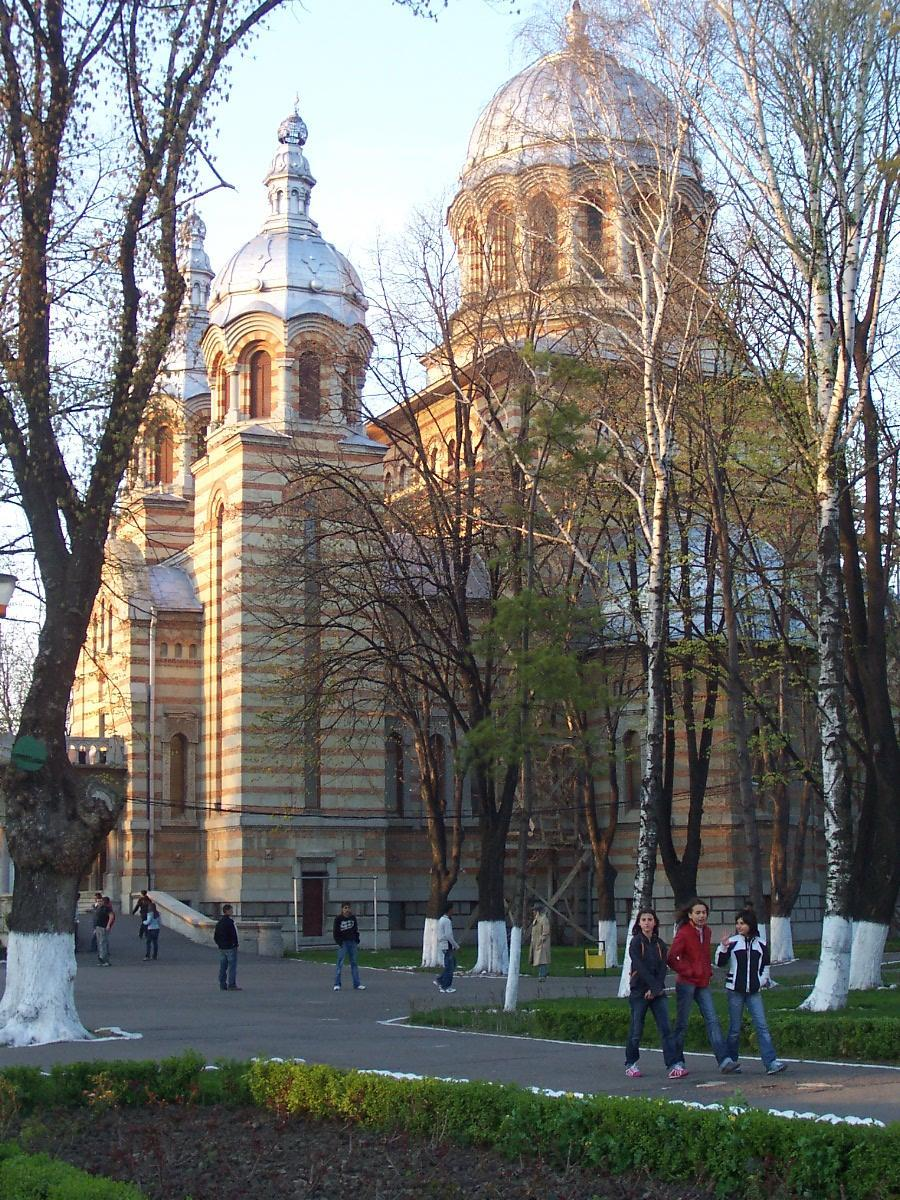
Catedral ortodoxa

Ha sido mencionada por primera vez en el año 1134 como mercado y aduana; el 1 de septiembre de 1435 en una carta para el rey de Polonia, Vladislav Yagello cedía la ciudad al reino polaco.

## Demografía
En el censo de 2002 Tecuci contaba con 42 094 habitantes de cuales 96,13 % étnicos rumanos, 3,65 % gitanos y 1540 personas de otras comunidades sumando menos del 1 %. Por religión, la gran mayoría son ortodoxos rumanos: unas 41 391 personas o el 98,32 %.
A lo largo de la historia ha habido una evolución demográfica ascendente hasta en 1992 cuando por culpa de la caída de la economía rumana muchas personas de Tecuci han emigrado al extranjero han retornado a sus pueblos natales. Al principio del siglo XX, en 1912, contaba con 14 927 habitantes; en 1948, 20 292 personas; llegando hasta 46 825 en 1992 después disminuyendo hasta la actualidad.

## Economía
Tecuci se encuentra en una región muy buena para la agricultura y por esta razón aquí se ha desarrollado el sector de las conservas de legumbres, frutas y carne. Otro específico de la ciudad es la fabricación de mostaza encontrándose aquí muchas fábricas de este producto. Últimamente, después del año 2000, la ciudad ha tenido un gran crecimiento económico gracias también a la investigaciones extranjera junto a la tradicional agricultura local.